# لیبرتی (کامیونیتی)، ویسکانسین
لیبرتی (به انگلیسی: Liberty) یک منطقهٔ مسکونی در ایالات متحده آمریکا است که در شهرستان ورنن، ویسکانسین واقع شده‌است. لیبرتی ۲۳۵٫۰ متر بالاتر از سطح دریا واقع شده‌است.